# Abdelkader Mesli
Abdelkader Mesli (en arabe : عَبْد ٱلْقَادِر مَصْلِي, ʿabd ʾal-Qādir Maslī), né en 1902 à  Khémis dans la Wilaya de Aïn Defla (alors en Algérie française), et mort le 21 juin 1961 à Paris, est un imam et résistant qui s'illustre pendant la Seconde Guerre mondiale. À travers ses actions à la grande mosquée de Paris, au fort du Hâ, ainsi qu'au sein de l'Organisation de résistance de l'Armée (ORA), il aide au sauvetage de plusieurs centaines de personnes juives de la Shoah. Il vient aussi en aide à des soldats africains évadés. Survivant de Dachau, il rentre en France après la guerre et meurt dans un certain oubli.
Son action est redécouverte bien après sa mort, au début du XXIe siècle. Les estimations des historiens sur les personnes sauvées varient, mais elles se situent entre 500 et 1600 pour les personnes de confession juive uniquement.
Aux côtés du recteur de la Grande mosquée de Paris, Kaddour Benghabrit, et de l'imam de Lyon, Bel Hadj El Maafi, il fait partie des responsables religieux musulmans impliqués dans la résistance française.

## Biographie

### Naissance et imamat
Abdelkader Mesli naît en 1902 à Khémis (alors en Algérie française). À l'âge de 17 ans, il quitte son pays natal pour la France métropolitaine et arrive à Marseille. Pour vivre, il entreprend différents métiers : docker, charpentier, employé des mines et commercial. Au début des années 1930, il est nommé imam de la grande mosquée de Paris, poste qu'il occupe bénévolement. En parallèle, il est fiché par le service des affaires nord-africaines de la préfecture de Paris, qui est chargé d'espionner et de diriger les activités des nord-africains en France Continentale.

### Seconde guerre mondiale, résistance et déportation
Lorsque la Seconde Guerre mondiale éclate, Mesli s'engage avec Kaddour Benghabrit, recteur de la mosquée, dans le sauvetage de personnes juives en délivrant de faux certificats de confession musulmane. Cette technique permet de sauver entre 500 et 1600 personnes selon les historiens,,.
En 1942, Kaddour Benghabrit l'envoie à Bordeaux en tant qu’aumônier musulman du fort du Hâ après qu'il a été suspecté par les autorités allemandes. Il y organise des évasions et continue la délivrance de faux certificats, ce malgré les soupçons de la Kommandantur. À partir de février 1943, il s'engage dans une organisation de la Résistance, en rejoignant l'Organisation de résistance de l'Armée (ORA),. Dans ce cadre là, il prend en charge les faux papiers et fournit l'hébergement à des soldats africains évadés. Il est en lien avec Paul et Roger Valroff, qui sont ses amis et l'aident, Paul Valroff lui écrit de nombreuses lettres, l'invite à s'occuper de son fils Roger et le remercie ; par exemple, le 6 septembre 1943, Paul Valroff écrit à Abdelkader Mesli : « Je m'excuse de vous mettre à contribution et je vous remercie par avance de ce que vous voudrez bien faire pour un fils. J'espère pouvoir descendre très prochainement à Bordeaux et vous reverrai avec grand plaisir. Je vous envoie, mon cher ami, toute mon amitié. Le personnel de la mosquée me charge de vous transmettre leur souvenir. »
Le 5 juillet 1944, il est dénoncé et arrêté avec Roger Valroff dans un restaurant de Bordeaux par la Gestapo et perquisitionné par la police française collaborationniste. Ils confisquent, chez lui « trois costumes, un pardessus, deux paires de souliers, six chemises, trois caleçons, une douzaine de mouchoirs, une montre en or, une bague avec pierre en or et un lot de marchandises réservées aux musulmans ». Mesli est déporté, par le « Train fantôme », au camp de concentration de Dachau, puis transféré à celui de Mauthausen. À Dachau, on lui attribue le matricule numéro 94020, à Mathausen, son matricule est 98671,. Malgré des interrogatoires poussés et la torture, il ne dénonce aucun camarade résistant.

### Retour de déportation et mort
Abdelkader est libéré le 24 mai 1945, grandement affaibli physiquement, il ne pèse alors plus que 30 kg. On lui délivre une carte de déporté résistant, dont le numéro d'identification est le 1.001.00526. Il reprend ensuite son activité d'imam à la mosquée de Bobigny et s'occupe du cimetière musulman de Bobigny,.
Il se marie le 24 juillet 1951 avec Aïcha Mesli à la Grande mosquée de Paris, il a deux enfants avec elle ; Yamina Mesli (1950) et Mohamed Mesli (1951). Mesli est fait officier de l'ordre du Ouissam alaouite par Mohammed V, roi du Maroc,. Il reçoit aussi l'ordre de la Libération, la croix du combattant et la médaille de la déportation et de l'internement pour faits de Résistance. Cependant, il n'en parle pas de son vivant et il faut attendre sa mort pour que ses décorations soient redécouvertes par sa famille. Le 22 juin 1952, il se rend à l'ossuaire de Douaumont, à côté de Verdun, et participe à une cérémonie qui y est organisée par le maréchal Alphonse Juin en tant que représentant de Kaddour Benghabrit.
Il meurt le 21 juin 1961.

## Postérité
Ses actions tombent dans l'oubli après la Seconde Guerre mondiale. Ce n'est qu'en 2010, que son fils, Mohamed, redécouvre le passé de son père et entreprend de témoigner pour sauvegarder cet héritage familial. Malgré le fait qu'Abdelkader Mesli soit resté relativement discret sur son passage dans la Résistance, il laisse une production écrite et des archives assez conséquentes, des dizaines de documents d'archives et de témoignages sont recensés dans les dossiers qu'il laisse en héritage à ses enfants.
Abdelkader Mesli n'a pas reçu le titre de Juste parmi les nations car des recherches précises doivent encore être effectuées par le mémorial de Yad Vashem. Le 11 mars 2021, la mairie de Paris vote à l'unanimité pour qu'une rue de la capitale française porte le nom d'Abdelkader Mesli. Le 15 octobre 2021, le parvis devant la grande mosquée de Paris porte son nom. Une rue a été nommée Abdelkader Mesli à Bobigny en son honneur.

Le 16 octobre 2022, le président français Emmanuel Macron rend hommage à Abdelkader Mesli lors du centenaire de la Grande mosquée de Paris,. Par rapport à son action, le recteur de la Grande mosquée de Paris, Chems-Eddine Hafiz, déclare : 
Mes illustres prédécesseurs ont gravé dans la mémoire nationale une certaine idée de l’humanisme. Le premier recteur de la Grande Mosquée de Paris, Kaddour Ben Ghabrit, a aidé à sauver, avec l’imam Abdelkader Mesli, des personnes juives de la barbarie nazie.

## Décorations
- Compagnon de la Libération (France)
- Médaille de la déportation pour faits de Résistance (France)
- Croix du combattant (France)
- Officier de l'ordre du Ouissam alaouite (Maroc)